# العلاقات الإيرانية الكينية
العلاقات الإيرانية الكينية هي العلاقات الثنائية التي تجمع بين إيران وكينيا.

## مقارنة بين البلدين
هذه مقارنة عامة ومرجعية للدولتين:
| وجه المقارنة                                              | إيران                    | كينيا                         |
| --------------------------------------------------------- | ------------------------ | ----------------------------- |
| المساحة (كم2)                                             | 1.65 مليون               | 581.31 ألف                    |
| عدد السكان (نسمة)                                         | 79.97 مليون              | 48.47 مليون                   |
| الكثافة السكانية (ن./كم²)                                 | 48.47                    | 83.38                         |
| العاصمة                                                   | طهران                    | نيروبي                        |
| اللغة الرسمية                                             | لغة فارسية               | اللغة السواحلية، لغة إنجليزية |
| العملة                                                    | ريال إيراني              | شيلينغ كيني                   |
| الناتج المحلي الإجمالي (بليون دولار)                      | 439.51 مليار             | 74.94 مليار                   |
| الناتج المحلي الإجمالي (تعادل القوة الشرائية) بليون دولار | 1.36 تريليون             | 142.24 مليار                  |
| الناتج المحلي الإجمالي الاسمي للفرد دولار أمريكي          |                          | 1.38 ألف                      |
| الناتج المحلي الإجمالي للفرد دولار أمريكي                 |                          | 2.95 ألف                      |
| مؤشر التنمية البشرية                                      | 0.766                    | 0.548                         |
| رمز المكالمات الدولي                                      | +98                      | +254                          |
| رمز الإنترنت                                              | .ir،                     | .ke                           |
| المنطقة الزمنية                                           | ت ع م+03:30، توقيت إيران | ت ع م+03:00                   |

## منظمات دولية مشتركة
يشترك البلدان في عضوية مجموعة من المنظمات الدولية، منها:
| علم المنظمة | اسم المنظمة                                                | تاريخ انضمام إيران | تاريخ انضمام كينيا |
| ----------- | ---------------------------------------------------------- | ------------------ | ------------------ |
|             | مؤسسة التنمية الدولية                                      | 10 أكتوبر 1960     | 3 فبراير 1964      |
|             | يونسكو                                                     | 6 سبتمبر 1948      | 7 أبريل 1964       |
|             | وكالة ضمان الاستثمار متعدد الأطراف                         | 15 ديسمبر 2003     | 28 نوفمبر 1988     |
|             | الأمم المتحدة                                              | 24 أكتوبر 1945     | 16 ديسمبر 1963     |
|             | العملية المشتركة للاتحاد الأفريقي والأمم المتحدة في دارفور | ?                  | ?                  |
|             | الفريق المعني برصد الأرض                                   | ?                  | ?                  |
|             | الاتحاد البريدي العالمي                                    | ?                  | ?                  |
|             | البنك الدولي للإنشاء والتعمير                              | 29 ديسمبر 1945     | 3 فبراير 1964      |
|             | منظمة حظر الأسلحة الكيميائية                               | ?                  | ?                  |
|             | مؤسسة التمويل الدولية                                      | 28 ديسمبر 1956     | 3 فبراير 1964      |
|             | منظمة الشرطة الجنائية الدولية                              | ?                  | ?                  |

## وصلات خارجية
- موقع وزارة الخارجية الإيرانية
- موقع وزارة الخارجية الكينية